# Cervignano del Friuli

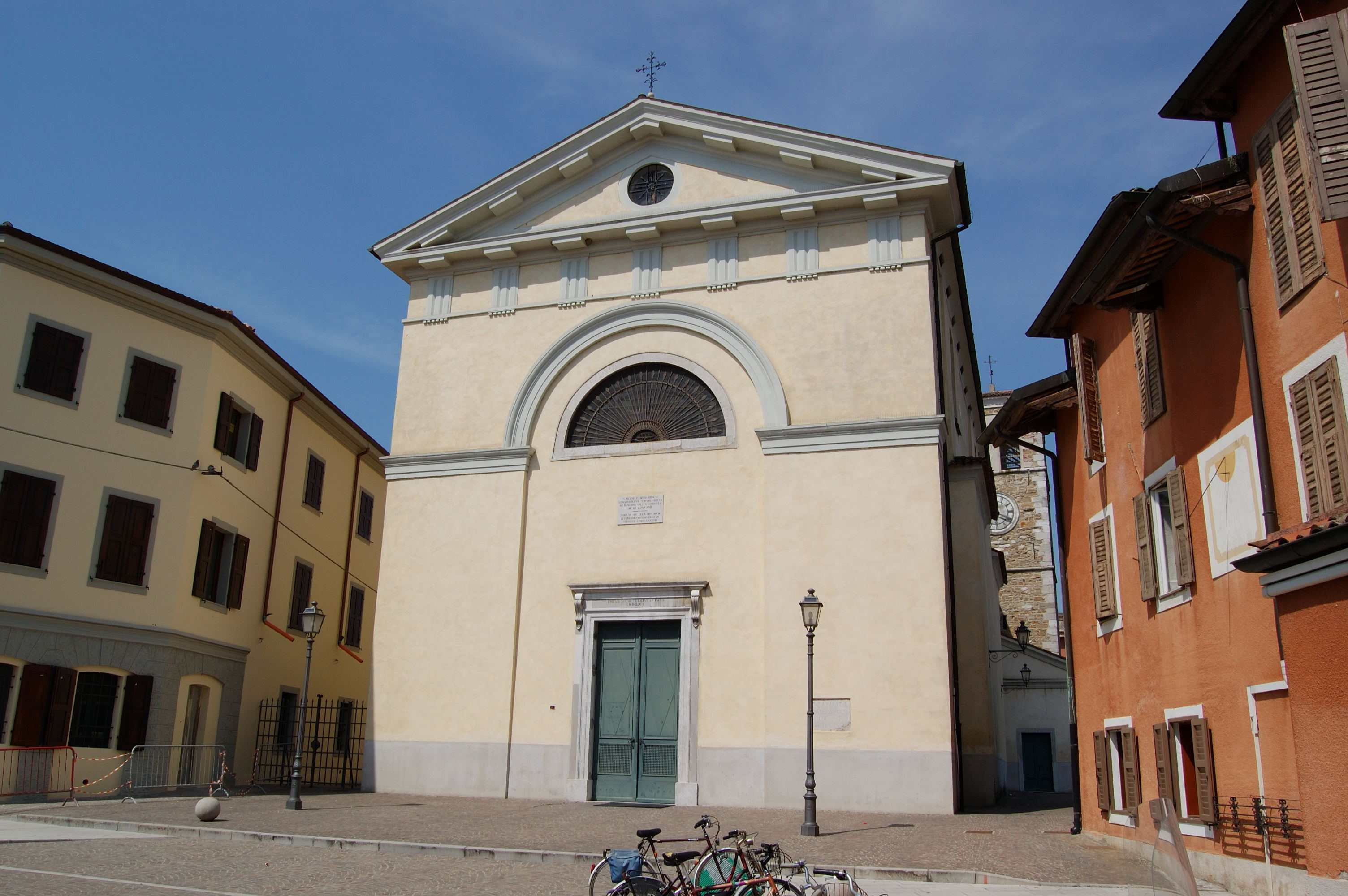
Chiesa di San Michele

Cervignano del Friuli (friülà Çarvignan) és un municipi italià, dins de la província d'Udine. L'any 2007 tenia 13.446 habitants. Limita amb els municipis d'Aiello del Friuli, Bagnaria Arsa, Ruda, Terzo d'Aquileia, Torviscosa i Villa Vicentina. Cervignano és la ciutat més important del sud de Friül.

## Geografia
És banyada pel riu Ausa, anteriorment anomenat Alsa, i està situat a uns 10 km de la llacuna de Grado (Gorizia) i d'uns 16 km del mar Adriàtic. És un centre vital per a la viabilitat del Friül - Venècia Júlia, ja que es troba en la intersecció de l'autopista Udine-Grau i la carretera entre Trieste i Venècia.
Durant els dies d'alta pressió es pot veure des de Cervignano els Alps, les muntanyes a la frontera entre el Vèneto i el Trentino, fins a Eslovènia. Gràcies a la seva ubicació, a prop del centre longitudinal d'Itàlia, Cervignano gaudeix d'una situació favorable per l'ascens i la caiguda del Sol.

## Etimologia del nom
Alguns documents de 912 llegir sobre Cerveniana o Cirvignanum: el nom ve del nom d'una antiga família romana, Cervenius o Cervonius, amb el sufix "-anus", en el sentit de la propietat de la terra on va néixer Cervignano.
El nom, però, va ser erròniament vinculat a la paraula llatina «cervus», per aquesta raó, un cérvol pot veure a la secció esquerra de l'escut municipi. La secció dreta de la pantalla és una àncora, una referència a l'antic port al riu Ausa, rellevants per a la vida econòmica de la ciutat.

## Història
Cervignano va néixer amb la fundació d'Aquileia al 181 aC pels triumvirs romans Luci Manli Acidí Fulvià, Publi Escipió Nasica i Gai Flamini en territori poc ocupats pels gals transalpins, i servint de base militar per combatre els istris i permetre l'expansió territorial.
Durant el segle xi es va construir una abadia de l'Orde de Sant Benet dedicada a Sant Miquel Arcàngel i va ser controlat pel monestir d'Aquileia i pel comte de Gorizia. El 1420 fou conquerida per la República de Venècia i el 1521 va tornar a la Província de Gorizia, amb el Tractat de Worms.
El 1615 va ser reconquerida per Venècia durant la Guerra de Gradisca però va ser per un període molt curt. Des de la unificació d'Itàlia a la Primera Guerra Mundial el riu Ausa va veure la frontera entre el Regne d'Itàlia i l'Imperi Austríac. La ciutat es va convertir en italià el 24 de maig de 1915.

## Administració
| Període | Identitat        | Partit        |
| ------- | ---------------- | ------------- |
| 2012-   | Gianluigi Savino | Llista cívica |